# Decisión marco
Una decisión marco fue un tipo de acto legislativo en la Unión Europea que se utilizaba exclusivamente dentro de las competencias comunitarias en el ámbito de cooperación policial y judicial en materia penal. Las decisiones marco se asemejan a las directivas en que exigen que los Estados miembros logren determinados resultados sin dictar los medios para lograrlos. Sin embargo, a diferencia de las directivas, las decisiones marco no podían tener un efecto directo, solo estaban sujetas a la jurisdicción opcional del Tribunal de Justicia de la Unión Europea y la Comisión Europea no podía incoar un procedimiento de ejecución por no transponer una decisión marco a la legislación nacional.
Las decisiones marco se crearon en el Tratado de Ámsterdam y sustituyeron a las acciones comunes, que eran instrumentos jurídicos disponibles en virtud del Tratado de Maastricht. El Tratado de Lisboa abolió las decisiones marco y la UE puede ahora promulgar directivas y reglamentos en el ámbito de la justicia penal mediante el procedimiento legislativo ordinario.

## Fundamento jurídico
El fundamento jurídico de las decisiones marco era el artículo 34 del Tratado de la Unión Europea. Tras su modificación por el Tratado de Niza y antes de ser derogado por el Tratado de Lisboa, este artículo decía lo siguiente:

Artículo 34

2. El Consejo dispondrá y fomentará, en la forma y según los procedimientos oportunos tal como se establece en el presente título, la cooperación pertinente para la consecución de los objetivos de la Unión. A tal fin, a iniciativa de cualquier Estado miembro o de la Comisión, el Consejo podrá, por unanimidad:

[...]

b) adoptar decisiones marco para la aproximación de las disposiciones legales y reglamentarias de los Estados miembros. Las decisiones marco obligarán a los Estados miembros en cuanto al resultado que deba conseguirse, dejando, sin embargo, a las autoridades nacionales la elección de la forma y de los medios. No tendrán efecto directo;

El fundamento para las decisiones marco se establece en las disposiciones transitorias del Tratado de Lisboa. El artículo 9 del Protocolo (n.º 36) sobre las disposiciones transitorias dispone que:

Artículo 9

Los efectos jurídicos de los actos de las instituciones, órganos y organismos de la Unión adoptados en virtud del Tratado de la Unión Europea antes de la entrada en vigor del Tratado de Lisboa se mantienen en tanto dichos actos no hayan sido derogados, anulados o modificados en aplicación de los Tratados. Lo mismo ocurre con los convenios celebrados entre los Estados miembros sobre la base del Tratado de la Unión Europea.

## Jurisdicción del Tribunal de Justicia de la Unión Europea
El Tribunal de Justicia de la Unión Europea solo era competente para pronunciarse mediante cuestiones prejudiciales sobre la interpretación de las decisiones marco cuando un Estado miembro hacía una declaración con arreglo al Tratado de la Unión Europea (anterior a Lisboa) en la que indicaba las circunstancias en las que el Tribunal podía ejercer tal jurisdicción. Todos los Estados miembros, excepto Irlanda y el Reino Unido, hicieron tal declaración.
La Comisión Europea no podía incoar procedimientos de ejecución contra los Estados miembros por no aplicar una decisión marco o por aplicarla incorrectamente. Aunque el Tribunal era competente para resolver los desacuerdos entre los Estados miembros sobre la interpretación de las decisiones marco y para conocer de los procedimientos de anulación relativos a su validez.
A partir de la entrada en vigor del Tratado de Lisboa, el statu quo previo en relación con las cuestiones prejudiciales y los procedimientos de ejecución se mantuvo durante un período transitorio de cinco años, aunque este período transitorio dejaba de aplicarse a una decisión marco que hubiera sido modificada tras la entrada en vigor del Tratado de Lisboa. Transcurrido el período transitorio, el 30 de noviembre de 2014, han pasado a ser posibles las cuestiones prejudiciales y los procedimientos de ejecución.

### Cláusula de exclusión del Reino Unido
No obstante, el Reino Unido negoció una cláusula de exclusión voluntaria del mantenimiento de la fuerza jurídica de las decisiones marco que podía aplicarse a más tardar seis meses antes de la expiración del período transitorio, notificándolo al Consejo de la Unión Europea. En octubre de 2012, el Gobierno del Reino Unido anunció que tenía intención de ejercer esta opción de no aplicación y, a continuación, optar de nuevo selectivamente por determinadas medidas.